# Distrito de Chocos

La Provincia de Yauyos en el Departamento de Lima, Perú.

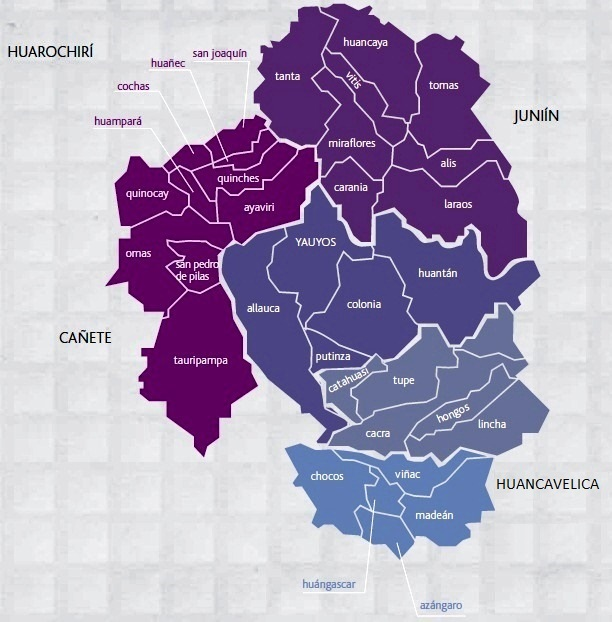
La provincia de Yauyos y sus 33 distritos.

El Distrito de Chocos es uno de los  treinta y tres distritos que conforman la Provincia de Yauyos, perteneciente al Departamento de Lima, en el Perú  y bajo la administración del Gobierno Regional de Lima-Provincias. 
Desde el punto de vista jerárquico de la Iglesia católica, forma parte de la Prelatura de Yauyos.

## Historia
El distrito fue creado mediante Ley N° 12100 del 7 de abril de 1954, en el gobierno del Presidente Manuel A. Odría.

## Geografía
Tiene una superficie de 213,37 km². Su capital es el poblado de Chocos.

### Otros centros poblados
- Huancapuquio a 860 m s. n. m. con 44 viviendas
- Chancachi a 3173 m s. n. m. con 28 viviendas
- San Miguel a 2968 m s. n. m. con 28 viviendas
- Totora a 2945 m s. n. m. con 26 viviendas
- Yangaspalma a 948 m s. n. m. con 23 viviendas
- Lambras a 2549 m s. n. m. con 21 viviendas
- Pueblo Nuevo a 2549 m s. n. m. con 21 viviendas
- Huayabo a 957 m s. n. m. con 13 viviendas
- San Jose a 2298 m s. n. m. con 14 viviendas
- Santa Maria de Huallwa a 3138 m s. n. m. con 7 viviendas
- Quichca a 1421 m s. n. m. con 5 viviendas
- Santuario a 2962 m s. n. m. con 4 viviendas

## Autoridades

### Municipales
- 2019 - 2022
  - Alcalde: Eladio Willy De la Cruz Gutiérrez, Partido Fuerza Popular.
- 2015 - 2018[2]
  - Alcalde: Alberto Limanta Borda, Movimiento Patria Joven (PJ).
  - Regidores: Haggeo Vicente Gutiérrez Manrique (PJ), Ciro Venturo Gutiérrez Lázaro (PJ), Israel Frank Quispe Auris (PJ), Yobana Cari Guerra Quispe (PJ), Flor Amada Quispe Quispe (Fuerza Popular).
- 2011 - 2014[3]
  - Alcalde: Macedonio Rodrigo Aburto Gutiérrez, del Colectivo Ciudadano Confianza Perú (CCCP).
  - Regidores: Vicente Ireneo Rivera Quispe (CCCP), Necito Aquilino Arias Delacruz (CCCP), Alberto César Luyo Luyo (CCCP), Cateriana Elberta Guerra Manrique (CCCP), Carmen Valentín Saldaña Garcia (Concertación para el Desarrollo Regional).
- 2010
  - Alcalde: Alejandro Sixto Aburto Quispe, Movimiento Concertación para el Desarrollo Regional.
- 2007 - 2009
  - Alcalde: Estiguar Mariño Gutiérrez Postillón, Partido Acción Popular.
- 2003 - 2006[4]
  - Alcalde: Cosme Damián Sacsa Luyo, Frente Independiente Moralizador (FIM).
- 1999 - 2002
  - Alcalde: Alberto Limanta Borda, Movimiento independiente Vamos Vecino.
- 1996 - 1998
  - Alcalde: Alberto Limanta Borda, Lista independiente N° 13 Comité Cívico Vecinal Independiente Chocos.
- 1993 - 1995
  - Alcalde: Higinio Silvio Luyo Quispe, Lista independiente Reconstrucción Yauyina.
- 1991 - 1992
  - Alcalde: Feliciano Vicente Huamán Castillón, Lista independiente N° 18 San Cristóbal.
- 1987 - 1989
  - Alcalde: Juan León Luyo Gutiérrez, Partido Aprista Peruano.
- 1984 - 1986
  - Alcalde: Fausto Lázaro Gutiérrez, Alianza Izquierda Unida.
- 1981 - 1983
  - Alcalde: Prudencio Vidal Matos Mayta,  Partido Acción Popular.

### Policiales
- - .[5]

### Religiosas
- Prelatura de Yauyos[6]
  - Obispo Prelado: Mons. Ricardo García García.[7]
- Parroquia Santo Toribio de Mogrovejo - Viñac[8]
  - Párroco: Pbro.  .
  - Administradora Parroquial: Rvda. Madre Maria Mivarda MJVV.

## Educación

### Instituciones educativas
- I.E